# 肩帶 (衣物)
肩帶是衣物在肩膀部份的細長布料，一般是在女性沒有袖子的衣服上，以支撐其衣服重量，也有些衣服特意設計有肩帶，作為其整體風格的一部份。
肩帶是一段用來支撐女性衣物（像吊帶背心、连衣裙、围裙、胸罩）的較細長布料，多半是成對的。肩帶一般會選用和衣物相同的布料，而且因為不需支撐太重的重量，一般會比較細。
有些衣物的肩帶非常細，這種款式稱為細肩帶，像连衣裙、小礼服或晚礼服常會有類似的設計。
有些場合會因為端莊的考量，禁止女性穿著細肩帶衣物，或是無袖的抹胸连衣裙。

## 圖集

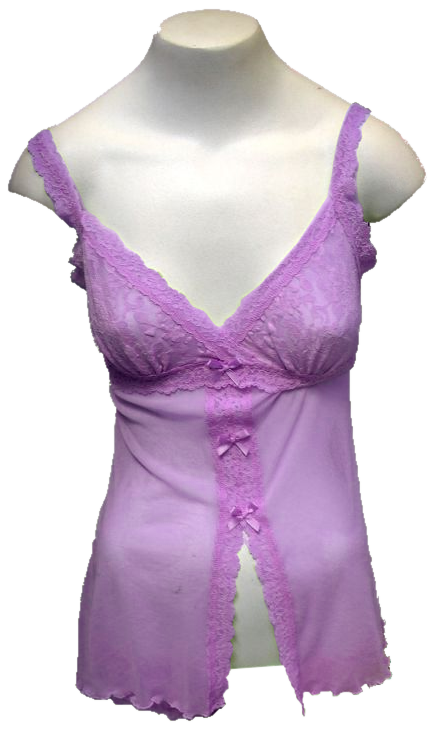
吊帶背心
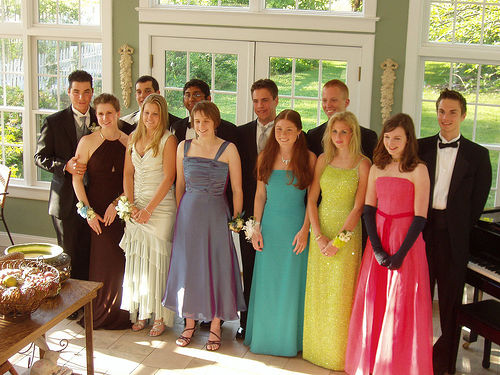
婚禮前的派對，其中有許多不同的肩帶款式
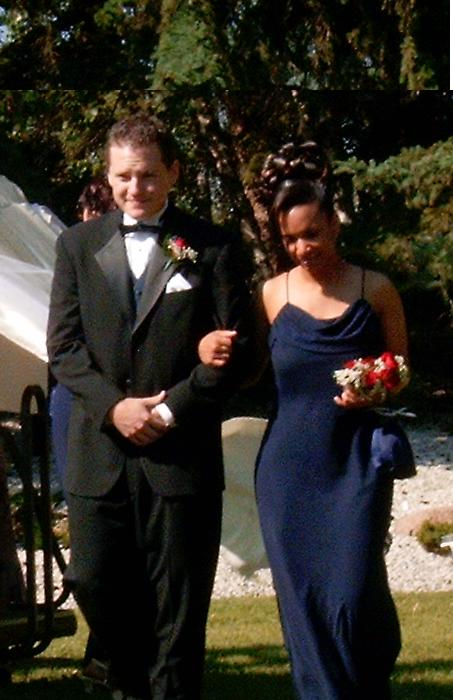
穿著細肩帶服裝的伴娘
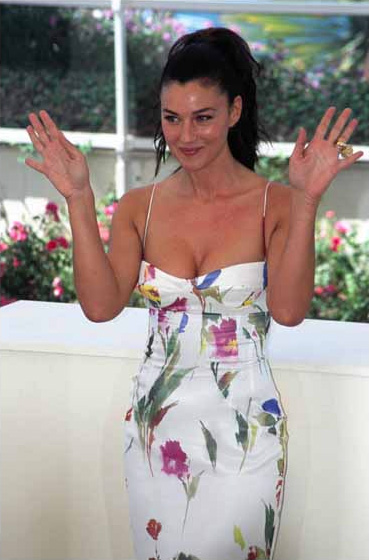
蒙妮卡·貝露琪穿著紧身连衣裙（英语：sheath dress）
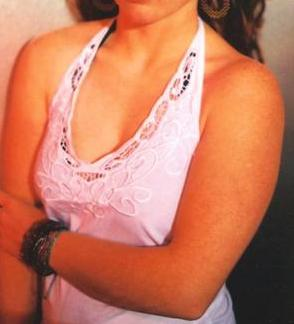
穿繞頸背心的女性

## 註解
1. ↑  Fellowship Baptist Church - Dress Code 的存檔，存档日期2007-12-10.
2. ↑  Whitford Dress Code 的存檔，存档日期2009-02-06.